# Corynura apicata
Corynura apicata là một loài Hymenoptera trong họ Halictidae. Loài này được Sichel mô tả khoa học năm 1867.